# Mount Eos
Mount Eos är ett berg i Antarktis. Det ligger i Östantarktis. Nya Zeeland gör anspråk på området. Toppen på Mount Eos är 2 626 meter över havet, eller 13 meter över den omgivande terrängen. Bredden vid basen är 0,71 km.
Terrängen runt Mount Eos är kuperad norrut, men söderut är den bergig. Terrängen runt Eos sluttar norrut. Trakten är obefolkad. Det finns inga samhällen i närheten. 